# Бьорн Ломборг
Бьорн Ломборг (на датски: Bjørn Lomborg) е датски политолог.

## Биография
Роден е във Фредериксберг (Frederiksberg), Дания. Завършва политология в Орхуския университет (1991), след което защитава докторат в Копенхагенския университет (1994). До 2005 преподава статистика в Орхуския университет, а след това става преподавател в Копенхагенското бизнес училище.
През 2002 г. оглавява създадения по инициатива на новия министър-председател Андерс Фог Расмусен Институт за оценка на околната среда, но през 2004 се оттегля от поста. През 2002 г. Ломборг и Институтът са сред основателите на Копенхагенски консенсус - неправителствена организация, поставяща си за цел подобряването на глобалното благосъстояние, като се използва методологията на икономиката на благоденствието.
Ломборг става международно известен със своята книга „Verdens Sande Tilstand“ (2001), в която оценява много твърдения на защитниците на околната среда като силно преувеличени. Това предизвиква остри реакции, като много учени го обявяват в некоректност. Предизвиканото разследване за научна недобросъвестност на датското Министерство на науката, технологиите и иновациите завършва без ясно заключение.